# Agatha Bacovia
Agatha Vasiliu-Bacovia (n. 8 martie 1895, Mizil, România – d. 12 octombrie 1981, București, România), născută Grigorescu; a fost o poetă simbolistă. A studiat Literele și Filosofia la Universitatea din București, a fost profesor secundar de literatură română la mai multe licee. A început să publice în 1918 în revista Scena primele sale poeme sau opere în proză.

## Biografie
Născută la Mizil, în 1895, fiind fiica lui Șerban Grigorescu și a soției sale Maria (n. Anastasiu). Agatha a rămas orfană de mamă la patru zile după naștere, fiind crescută de o mătușă. A absolvit școala primară în orașul natal. La 14 ani se mută la București unde, își continuă studiile la Institutul de Educație Integrală, pe care îl părăsește în 1915, pentru a se angajează ca funcționară la o societate de asigurări. A urmat Facultatea de Litere și Filosofie, specialitatea limba română, absolvită în 1926 (licența în 1927). A desfășurat o activitate didactică îndelungată ca profesor, între anii 1927 și 1950, la Școala Normală „Elena Doamna” și la liceele „Carmen Sylva”, „Regina Maria” și „Gheorghe Șincai” din București. În 22 iunie 1928 s-a căsătorit cu poetul George Bacovia, după o idilă de 12 ani, iar după moartea acestuia, în 1957, a condus Cenaclul „George Bacovia” de la Bacău și Muzeul Memorial „George Bacovia” din București. În anul 1931, la 8 noiembrie, s-a născut la Bacău, fiul ei, Gabriel Bacovia, sau "Briel", cum îl strigau părinții. A publicat în revistele Viața nouă, Orizonturi noi, Ateneul cultural (Bacău), Steaua,  România literară, Revista scriitoarelor și scriitorilor români. A semnat uneori Agatha Gr., Agatha Grozea. 
În 1918 a debutat în revista Scena (1918) și editorial, a debutat în 1923, cu volumul de poezii Armonii crepusculare.

## Volumele publicate
- Armonii crepusculare, 1923
- Muguri cenușii, 1926
- Pe culmi de gând, 1934
- Terase albe (Proză marină), București, "Cartea Românească", 1938
- Bacovia. Viața poetului, București, Editura pentru Literatură, 1962
- Lumina, 1965
- Poezie și proză, București, Editura pentru Literatură, 1967
- Cu tine noaptea', Poezii, București, Editura pentru Literatură, 1969
- Versuri, 1970
- Efluvii, [versuri], București, Cartea Românească,  1977
- Șoaptele iubirii, București, Cartea Românească, 1979
- Poezie sau destin. George Bacovia. Ultimii săi ani, 1981
- George Bacovia, posteritatea poetului, editura Bacoviana, 1995

La Biblioteca Congresului SUA există 5 volume de Agatha Bacovia, precum și volumul:  George Bacovia, Scrieri alese (1961),
cu un studiu introductiv de Ov. S. Crohmălniceanu , inclusiv o evocare și o bibliografie de Agatha Grigorescu-Bacovia.

## Titluri de poezii
Lumină, Nocturnă, Taină, Aniversară, Cu tine, Noapte, Șoaptele iubirii, Anii, Drumuri, Natură statică, Între zi și noapte, Nu vreau să moară florile de măr (în 1981 Margareta Pâslaru a compus o melodie inspirată de aceste versuri), Cantilena, Cântecul singurătății, Imn soarelui, Decembrie, Furtuni de primavară, Tristeți din urmă, Iubita spunea.